# Terrai Bainen
Terrai Bainen è un comune dell'Algeria, situato nella provincia di Mila.